# Sixto Ramón Parro
Sixto Ramón Parro (1812-1868) fue un escritor, cronista y político español.

## Biografía
Nació el 28 de marzo de 1812 en la localidad toledana de Villacañas. Autor de la obra Toledo en la mano (1857), fue alcalde de Toledo entre 1848 y 1850, además de diputado a Cortes, también durante el reinado de Isabel II. Falleció el 5 de septiembre de 1868 en Toledo. Tuvo un papel reseñable en la Junta Diocesana de Reparación de Templos, de la que fue nombrado vocal en 1861.